# 林ふみの
林 ふみの（はやし ふみの、1月23日 - ）は日本の漫画家。福井県出身。福井県立高志高等学校卒業。相撲好き。

## 来歴
学生時代からの同人活動を経て、1995年に「三日月の寝台」で第1回エニックス21世紀マンガ大賞奨励賞受賞。
1996年、『月刊Gファンタジー』5月号に匠 龍啓（たくみ りゅうけい）名義で掲載された「アンケス〜星の名前〜」でデビュー。当時10代であった。

## 作品リスト

### 連載作品
連載
- アンケス〜星の名前〜（1996年、『月刊Gファンタジー』、エニックス）
- マイスターダスト（2001年、『月刊ステンシル』、スクウェア・エニックス、単行本全1巻）
- 天地の朱（2002年、『コミックZERO-SUM』、一迅社、単行本全6巻）
- 東京流星（2002年、『ステンシル』、スクウェア・エニックス、単行本全2巻）
- 新世紀エヴァンゲリオン 鋼鉄のガールフレンド2nd（2003年、『月刊Asuka』、角川書店、単行本全6巻、英題 "ANGELIC DAYS"）
- 夢幻長夜（2006年、『月刊あすか』、角川書店）
- オトシモノ（2006年、『月刊あすか』、角川書店、単行本全1巻）
- ヴァルキリープロファイル2 シルメリア（2006年、『ガンガンパワード』、スクウェア・エニックス、単行本全4巻）
- 地球へ… 〜青き光芒のキース〜（2007年、『月刊Gファンタジー』、スクウェア・エニックス、単行本全2巻）
- 神のDICE（ダイス）（2008年12月号 - 2009年5月号、『ヤングキングアワーズ』、少年画報社、単行本全1巻）
- メテオ（2008年 - 2010年、ケータイ★まんが王国「コミックYA!」、Bbmfマガジン、単行本全3巻）
- BAT×DRAGON（2010年、ガンガンONLINE、スクウェア・エニックス、単行本全2巻）
- H+P -ひめぱら-（2010年 - 2011年、『月刊ドラゴンエイジ』、富士見書房、単行本全2巻）
- みん☆うた（2011年、『まんがタイムLovely』、芳文社）
- Golden Ball 女子高生GM山岸四季の挑戦（2011年 - 2012年、ガンガンONLINE、スクウェア・エニックス、単行本全2巻）
- 好角家 愛敬紗英 今日の一番（2016年 - 、『コミック アース・スター』、アース・スター エンターテイメント）
- 異世界ちゃんこ 〜横綱目前に召喚されたんだが〜（2018年 - 2024年、ストーリアダッシュ、竹書房、単行本全15巻、全69話）
- 名代辻そば異世界店（2023年 - 、COMIC Hu、KADOKAWA、単行本既刊3巻）

構成
- 魔法科高校の劣等生（2011年 - 2013年、『月刊Gファンタジー』、スクウェア・エニックス、単行本全4巻）
  - 魔法科高校の劣等生 九校戦編（2013年 - 2016年、『月刊Gファンタジー』、スクウェア・エニックス、単行本全5巻） - 長岡千秋とともに構成担当
  - 魔法科高校の劣等生 ダブルセブン編（2016年 - 2019年、『月刊Gファンタジー』、スクウェア・エニックス、単行本全3巻） - 長岡千秋とともに構成担当
  - 魔法科高校の劣等生 四葉継承編（2019年 - 2022年、『月刊Gファンタジー』、スクウェア・エニックス、単行本全3巻） - 長岡千秋とともに構成担当
  - 魔法科高校の劣等生 孤立編（2023年 - 2025年、『月刊Gファンタジー』2023年3月号[3] - 2025年8月号[4]、スクウェア・エニックス） - 長岡千秋とともに構成担当

### 読み切り
- POOLZ白書（1999年、『ステンシル』、スクウェア・エニックス）
- 自転車に乗って（2001年、『ステンシル』、スクウェア・エニックス、『マイスターダスト』に収録）
- 恋とピンクと観覧車（2001年、『ステンシル』、スクウェア・エニックス、『マイスターダスト』に収録）
- TICK-SHOW（2001年、『月刊Gファンタジー』、スクウェア・エニックス）
- W・MARCH・TV・SHOW（2002年、『コミックZERO-SUM』、一迅社）
- 九龍蒼穹（2003年、『ガンガンパワード』、スクウェア・エニックス）
- オタフク!!（2004年、『ガンガンパワード』、スクウェア・エニックス）
- BoE-Brotherhood on the Edge〜毛利隆元戦記〜（2009年、『ガンガン戦-IXA-』、スクウェア・エニックス）
- 霧の行方（2010年、ガンガンONLINE、スクウェア・エニックス）